# 난초족
난초족(蘭草族, 학명: Orchideae 오르키데아이[*])은 난초아과의 족이다. 가장 큰 난초 족으로 1,700여 종 이상을 포함하고 있다. 과거에는 2개의 아족, 난초아족(Orchidinae)과 해오라비난초아족(Habenariinae)으로 나뉘었으나, 이후 계통학 연구를 통해 해오라비난초아족이 난초아족에 병합되었다. 2015년 분류 체계에서는 디사난초족(Diseae Benth. & Hook.f., 1883)이 난초족에 병합됨에 따라, 난초족이 난초아족 외에도 디사난초아족, 봉선란아족, 부자란아족을 포함하게 되었다.

## 하위 분류
- 난초아족(Orchidinae Verm.)
- 디사난초아족(Disinae Benth.)
- 봉선란아족(Brownleeinae H.P.Linder & Kurzweil)
- 부자란아족(Coryciinae Benth.)